# Lærke Møller
Lærke Winther Møller, född 14 januari 1989 i Vejgård vid Ålborg, är en dansk inte längre aktiv handbollsspelare (mittnia). Hon har efter den aktiva karriären varit handbollsexpert för TV 2 och TV 2 Sport, under VM- och EM-slutspel för damer. 

## Karriär
Lærke Møller inledde sin handbollskarriär som 7-åring och spelade i ett par Aalborg-klubbar som HK Star och Visse IF, innan hon bytte till Aalborg DH. Där blev hon tidigt ansedd för att vara en stor talang, och redan som 16-årig fick hon debutera i klubbens elitlag, till och med i  Champions League . Från 2006 till 2009 spelade hon i föreningens förstalag. 2009 bytte hon klubb till FC Midtjylland. Vid VM 2009 blev hon skadad och återkom till handbollen hösten 2010. Säsongen 2009-2010 blev hon trots detta utsedd till årets spelare i dansk handboll av spelarföreningen. Skadeeländet var inte slut utan sedan drabbades hon av en skada i skuldran 2011-12. 2014 hade hon en knäskada i höger knä och 2015 drabbades hon av en korsbandsskada i höger knä då hon bytt klubb till Team Esbjerg. Efter den skadan kom hon inte tillbaka till handbollen. I mars 2018 klargjordes att hon måste sluta spela handboll. Möller var känd som en snabb spelare.  Lærke  Møller spelade mest i anfall  som spelfördelare och mittnia. 

### Landslagskarriär
Hon debuterade i U18-landslaget i mars 2006, men hon spelade bara 16 landskamper för laget. Orsaken var att i december samma år kom hon till U20-landslaget, där hon spelade 30 matcher. Som 18-årig fick hon debutera i A-landslaget den 23 november 2007. Debuten spelades mot Norge och slutade med dansk förlust 20-26. Lærke Møller stod för 4 mål i sin debut.  Hon fick sitt genombrott i GF World Cup 2008. Hon blev sedan landslagets bästa målgörare med 26 mål under EM 2008. Pressen värderade henne som en av lagets bäste spelare. Till VM 2009 i Kina var hon utsedd att vara landslagets stora spelarprofil, men dagen före VM brast hennes högra akillessena under träningen. Hon fick resa hem och opereras.  Hon kämpade året efter för sin comeback och deltog också i träningsmatcherna för FC Midtjylland  till säsongen 2010. Hon var snart åter i form men överbelastade en fot och fick göra ett nytt speluppehåll.. Hon lyckades bli spelklar till EM i december 2010, som spelades i Danmark för dansk del. Möller lyckades till och med att göra en imponerande insats i turneringen. Hon missade sedan VM 2011 men spelade EM 2012. Møllers sista deltagande vid ett slutspel var vid EM  2014 i Kroatien och Ungern. Där gjorde hon sin sista landskamp mot Spanien den 17 december 2014. Totalt spelade Lærke Møller 51 landskamper och stod för 139 mål för Danmark.
Privat lever Lærke Møller tillsammans med fotbollsspelaren Thomas Enevoldsen.